# بخش د مارکوس پاز
بخش د مارکوس پاز (به اسپانیایی: Partido de Marcos Paz) یک منطقهٔ مسکونی در آرژانتین است که در استان بوئنوس آیرس واقع شده‌است. بخش د مارکوس پاز ۴۷۰ کیلومتر مربع مساحت و ۴۳٬۴۰۰ نفر جمعیت دارد.